# Myrmeleon leachii
Myrmeleon leachii är en insektsart som först beskrevs av Lansdowne Guilding 1833.  Myrmeleon leachii ingår i släktet Myrmeleon och familjen myrlejonsländor. Inga underarter finns listade i Catalogue of Life.